# Fabrice Gillotte
Fabrice Gillotte, né le 13 novembre 1963 à Troyes, est un chocolatier français basé à Dijon.

## Biographie
Fabrice Gillote commence son apprentissage à seize ans chez Claude Labarre à Avallon[réf. nécessaire]. Il obtient son CAP de pâtissier-chocolatiers en 1981 au CFA d'Auxerre. En 1985[réf. nécessaire], il intègre l'entreprise familiale « Au Parrain Généreux ». Il en reprend la gérance en 1993 avec sa femme, Catherine Gillotte et l'entreprise prend dès lors le nom de « Fabrice Gillotte » avec la création de la marque FG.
En 1990, il obtient le titre de Meilleur ouvrier de France chocolatier-confiseur,.

### Maison Fabrice Gillotte
Son fils Julien Gillotte rejoint l'entreprise familiale en 2010 en qualité de directeur commercial. Il crée le site de l'entreprise qui permet aux clients de commander des coffrets de chocolats et de macarons partout en Europe.
L'année suivante, la maison Fabrice Gillotte ouvre sa première boutique au Japon, au sein du centre Isetan. En 2012, une deuxième boutique ouvre ses portes au Japon, cette fois à Sapporo dans le centre commercial Marui Imai. Enfin, en 2014, deux nouvelles boutiques sont ouvertes à Tokyo, au cœur de la Tokyo Station, puis à Osaka, dans le Kintetsu Department Store (en).
En 2016, une boutique ouvre à Dubaï. En France, deux nouveaux magasins apparaissent, d'abord à Beaune (2017) puis Besançon (2019).
Le 19 janvier 2021, un incendie accidentel détruit entièrement l'atelier de fabrication de Norges-la-Ville, ainsi que la boutique de l'atelier et les bureaux situés dans le même bâtiment. Tous ces bâtiments sont reconstruits en 2022 sur le même site à Norges-la-Ville.

## Titres et distinctions
- « Award du chocolat » du Club des croqueurs de chocolat et de l'Express styles (2008, 2009, 2010, 2011)[3]
- Top 5 des meilleurs chocolatiers français du Gault et Millau (2011)[3]